# Сицилийская школа
Сицилийская школа поэзии (итал. La Scuola Siciliana) — условное название группы поэтов, писавших стихи на народном языке (volgare) при дворе римско-германского императора и сицилийского короля Фридриха II, примерно с начала 1230-х по 1250-е годы. Сицилийские поэты одними из первых в Италии начали писать стихи не на латыни, а на вольгаре, положив тем самым начало итальянской национальной поэзии.

## О термине «школа»
Термин «сицилийская школа» возник в работах ученых романтического направления, для которых понятие школа имело отрицательный смысл, будучи синонимом искусственности, недостатка свежести и приверженности средневековых поэтов застывшим формам. Этот термин не означает наличия какого-то общего литературного учения, но показывает лишь принадлежность к одной литературной традиции. Сицилийцами же создателей ранней итальянской лирики называл еще Данте, писавший, что:

сицилийская народная речь явно притязает на преимущественную перед другими честь, потому что всякое стихотворение, сочиняемое итальянцами, именуется «сицилийским», и потому что мы знаем, что многие досточтимые уроженцы Сицилии умели петь в высоком стиле, как, например, в их канцонах «Anchor che l’aigua per lo focho lassi» и «Amor, che lungiamente m'ài menato»— Данте. О народном красноречии. I. XII, 2

## Предпосылки создания
В Италии авторитет латыни был сильнее, чем где-либо в Европе, поэтому литература на местном наречии появилась позднее, чем во Франции или Германии. Сказывалось также отсутствие признанного политического и культурного центра. И хотя отдельные попытки писать по-итальянски предпринимались и раньше, например, «Гимн брату Солнцу» Франциска Ассизского, но только с началом деятельности поэтов-сицилийцев этот язык становится языком поэзии.
Поскольку никакого подготовительного периода в становлении сицилийского поэтического языка выявлено не было, существует прямое предположение, что лирика сицилийцев возникла не по собственной инициативе её авторов, а по личному указанию императора, широко образованного человека, который и сам писал стихи. За образец была взята провансальская поэзия и разработанная трубадурами концепция куртуазной любви.

## Состав и судьба школы
Возникновение сицилийской школы относится к началу 1230-х годов, периоду, когда Фридрих в достаточной степени укрепил свою власть в королевстве и смог приступить к выполнению культурной программы, призванной прославить его правление.
Сохранились имена почти тридцати поэтов и около двух сотен произведений. Основа этого литературного кружка состояла из образованных придворных. Своеобразным главой школы принято считать Джакомо да Лентини, придворного нотария и королевского посланника. Его поэтическое наследие превосходит по объёму сочинения других поэтов и насчитывает один дескорт, более десяти канцон и канцонетт, и два десятка сонетов. Пьер делла Винья (в русской традиции также — Пьетро), главный нотарий и логофет, королевский секретарь, автор трёх или четырёх канцон и нескольких сонетов, оставил также латинские сочинения.
Уроженцами Сицилии были всего десять поэтов: Джакомо да Лентини, Руджероне да Палермо, Гвидо и Одо делле Колонне, Якопо Мостаччи, Руджери д’Амичи, Томмазо ди Сассо, Филиппо да Мессина, Маццео ди Рикко и Стефано Протонотаро. Остальные происходили или с континентального юга (Пьер делла Винья из Капуи, Ринальдо и Якопо д’Аквино из Кампании, Фолько из Калабрии, Джакомино Пульезе из Апулии) или из других областей Италии: Персиваль Дориа был генуэзцем, Паганино да Серцана, Компаньетто да Прато, Тиберто Галлициани — тосканцы, аббат Тиволийский из Лация. Кроме этого к школе относят самого Фридриха II, его сыновей Гейнца (Энцо), короля Сардинии, и Манфреда, а также испанца Арриго Кастильского. Все эти люди были либо придворными, либо в то или иное время находились в окружении императора.
После смерти в 1250 Фридриха II и начала политической борьбы в королевстве многие поэты покинули Сицилию. Часть перебралась в Тоскану, оказав влияние на формирование местной поэтической школы, в частности, на Гвиттоне д’Ареццо. Отдельные поэты продолжали писать при дворе короля Манфреда, иногда их даже называют вторым поколением сицилийских поэтов.

## Литературные особенности
В отличие от трубадуров, поэты сицилийской школы сочиняли исключительно лирику, воздерживаясь от написания политических стихов, очевидно, потому, что император им таковых не заказывал.
Жанровое разнообразие невелико: в основном канцоны и канцонетты, несколько дескортов, несколько баллат, один контрасто (любовный спор) и два десятка сонетов. Зато были заимствованные из фольклорного репертуара прощальные песни (например, канцонетта Dolze mio drudo, е vatene («Вот ты и уходишь, мой милый друг») Фридриха II), песни крестовых походов и так называемые «женские песни».
Выяснение языковых особенностей затруднено тем, что произведения сицилийской школы дошли до нас в рукописях, созданных в Тоскане, и при этом местные переписчики постарались всюду, где было возможно, заменить сицилийский диалект тосканским. Предполагают, что и Данте познакомился с произведениями сицилийцев уже в переработанном виде.
Сам великий флорентиец, хотя и был человеком суровым и злоязычным, тем не менее, признавал за сицилийскими поэтами некоторые достоинства, заметив, что «многие тамошние мастера пели возвышенно» и были славой тринакрийской земли. Особенно Данте выделяет канцоны Гвидо делле Колонне «Аmor, che lungiamento m'ài menato» (Как долго был Амором я влеком) и «Anchor che l’aigua per lo focho lassi» (Хотя вода теряет от огня). Последнюю (ныне её склонны приписывать авторству Якопо да Лентини) Данте считал образцовой по строению:

## Значение сицилийской школы
При том, что поэзия сицилийцев в целом была всего лишь подражанием провансальской, и безнадёжно уступала последней в богатстве форм, образности и количестве жанров, следует отметить несколько достижений, благодаря которым она приобретает самостоятельное значение.
Первое: использование народного языка, который постарались очистить от вульгаризмов, облагородить провансальскими и латинскими заимствованиями, создав своего рода койне (siciliano illustre), и приблизив его к тому, что позднее назовут литературным языком.
Второе: окончательное отделение поэзии от музыки: если трубадуры, труверы и миннезингеры сочиняли песни, и многие дошли до нас вместе с нотной записью, то стихи сицилийцев изначально были рассчитаны не на пение, а на декламацию. Это привело к изменению в структуре канцоны и появлению одиннадцатисложника, ставшего позднее основным размером итальянской поэзии.
Третье и главное: отказ от музыки вызвал необходимость поиска новых выразительных средств в самом стихе. К тому же поэзию стесняла жанровая заданность канцоны. В результате поэтических экспериментов сицилийцами (по-видимому, Якопо да Лентини) был создан сонет — первая твёрдая форма в западной поэзии.
В отличие от поэзии трубадуров, замечательной именно обилием формальных приемов, изысканной игрой словами и замысловатой версификацией, но при этом использующей стандартный набор смысловых клише, в том числе и при описании любовного чувства, сицилийская поэзия, в лучших своих образцах (особенно в сонетах Якопо да Лентини) не довольствуется «обобщённо-безличной концепцией куртуазной любви, (…) выдвигая на первый план индивидуальное, личное восприятие любви». От этого, разумеется, ещё очень далеко до настоящего психологизма, но именно сицилийская лирика положила начало тому пути, который найдет завершение в поэзии Петрарки.

## Поэзия и музыка
Современные исследователи пересматривают идею якобы окончательного «отделения поэзии от музыки» (divorzio tra musica e poesia), которой долгое время держались как основной, рассматривая создание и рецепцию средневековой итальянской лирики. София Ланнутти показывает на примерах лирики трубадуров (которая служила моделью для Сицилийской школы), что письменная фиксация музыки — в отличие от фиксации стихов — была совершенно необязательной (puramente opzionale). Дело в том, что один и тот же поэтический текст, как доказывают примеры в различных рукописях (тех традиций, которые хорошо сохранились), поэты могли распевать на совершенно разные мелодии. Таким образом, стихи итальянского (и иберийского) происхождения точно так же распевались, как и (сохранившиеся с музыкальной нотацией) французские, хотя и не факт, что сочинителями мелодий были те же люди, которые сочиняли стихи. Ей вторит исследовательница старинной итальянской музыки и литературы Алессандра Фьори, которая полагает, что настаивать на «разводе» (divorzio) музыки и поэзии у сицилийцев, по меньшей мере, странно, учитывая, что сами термины «канцона» и «сонет» — очевидно музыкального происхождения.

## Оценка в литературоведении
Оценка той или иной литературной школы во многом зависит от господствующих политических взглядов и художественных вкусов эпохи. Высокомерный XIX век вынес сицилийцам суровый приговор. Один из первых исследователей, А. Гаспари, писал: «Поэтическое достоинство старейшей итальянской лирики при отсутствии оригинальности не могло быть значительным». Сходного мнения придерживался Дж. Кардуччи, а автор популярной (до сих пор) «Истории итальянской литературы» Ф. де Санктис, видный деятель Рисорджименто, ещё и упрекал создателей рыцарской лирики в элитарности и том, что слишком далеки они были от народа.
Изменившееся время по иному расставило акценты и к концу XX века литературоведение, не столь озабоченное мелочным национализмом и классовой борьбой, даёт более взвешенную оценку, не считая рафинированность и тонкий аристократизм сицилийской школы недостатком.